# 데라즈 플리트
데라즈 플리트(영어: Delaz Fleet, 일본어: デラーズ・フリート)는 OVA 《기동전사 건담 0083 스타더스트 메모리》에 등장하는 가공의 군사 세력이다. 기렌 총수 직속의 친위대를 핵심으로 하는 지온 공국군의 잔당 세력으로, 일년전쟁 종전으로부터 3년 후인 우주세기 0083년에 지구연방정부에 대해 선전포고한다.

## 같이 보기
- 지온 공국